# Никольское (Добровский район)
Нико́льское — деревня Екатериновского сельсовета Добровского района Липецкой области.

## География
Никольское расположено у истоков пересыхающего водотока, впадающего восточнее населённого пункта в реку Скроминку (являющуюся, в свою очередь, притоком Воронежа). В черте самой деревни и в окрестностях на данном водотоке устроено несколько прудов. Никольское находится примерно в 28 километрах (расстояние по шоссе) на северо-запад от райцентра, западнее деревни — село Екатериновка, центр сельсовета. Высота центра селения над уровнем моря — 179 м.
К северо-востоку от Никольского ранее располагался ныне не существующий посёлок Каменный и нежилой на сегодня посёлок Фильцы. Здесь же зафиксирована небольшая вершина 184,1 м, к югу от неё — балка Большой Овраг. Севернее деревни имеются урочище Касимов и старое кладбище, отмечающее место нахождения другого бывшего населённого пункта (по некоторым данным, именовавшегося Ключи). Северо-западнее, к западу от урочища Касимов, начинается балка Чурилин Лог, расширяющаяся в направлении на северо-запад и затем на север. Юго-восточнее Никольского находятся истоки ещё одной балки; есть данные, что она носит название Сурков Верх.
Южнее и юго-западнее поселения есть несколько лесных массивов. Ближайший к Никольскому и наиболее крупный — Тарасовский (также встречается наименование Заповедь). Приблизительно по северной его опушке проходит лощина Воеводина. К югу от него расположена деревня Новоселье. Юго-западнее деревни Никольское, за лесами (Тарасовский, Можайский и другие), на шоссе стоит крупное село Трубетчино.

## История
На Специальной карте Западной части Российской империи Ф. Ф. Шуберта 1832 года издания уже присутствует деревня Николаевка. Она находится недалеко от истоков оврага Скроменской Верх и насчитывает 44 двора. Согласно карте Тамбовской губернии, составленной А. И. Менде и изданной в 1862 году, деревня Никольская стояла на речке Рычёвке, к юго-западу от оврага Большой Барак. По сведениям Специальной карты Европейской России И. А. Стрельбицкого, составленной в 1865—1871 годах (лист 59, издан в 1869 году), Никольская имела около 50 дворов.
Вариант названия «Никольское» встречается уже на карте Лебедянского уезда (в который входила деревня) в 1914 году. Во второй половине 1930-х — начале 1940-х годов в деревне было 145 дворов. В 1950 году деревня Никольское вошла в состав новообразованного колхоза «Красный луч», центром которого было село Екатериновка. До укрупнения колхоз, базировавшийся в Екатериновке, носил название «Свобода».

## Население
| 2010 |
| ---- |
| 34   |

Численность населения в конце XX — начале XXI века
| Дата          | Численность, чел. | Число дворов (домохозяйств) |
| 1990          | ≈110              | н/д                         |
| 1 января 2002 | 74                | 44                          |
| Октябрь 2002  | 70                | н/д                         |
| 1 января 2008 | 46                | 29                          |
| 1 января 2010 | 45                | 26                          |
| Октябрь 2010  | 34                | н/д                         |

Половой и национальный состав
Согласно переписи 2002 года, в Никольском проживало 27 мужчин и 43 женщины, 97 % населения составляли русские.

## Инфраструктура
Улично-дорожная сеть
На 2019 год в Никольском числится 3 улицы: Луговая, Советская и Центральная, покрытие — щебень. Два пруда в черте селения имеют земляные плотины с мостами. С остальными населёнными пунктами района деревня связана автодорогой местного значения «Екатериновка — Никольское» общей протяженностью 3,56 км, которая была реконструирована в 2009—2010 годах.
ЖКХ и благоустройство
Населённый пункт обеспечен электроснабжением (ЛЭП напряжением 10 кВ, комплектная трансформаторная подстанция), водоснабжением (скважина питьевого водоснабжения, водонапорная башня), газоснабжением (газорегуляторный пункт). При этом газифицировано лишь 50 % домовладений деревни. На юго-восточной окраине расположено кладбище. 
Сельское хозяйство
Земельный участок размером 4,6 га в районе Никольского в целях производства сельхозпродукции арендует ООО «Агрокомплекс Добровский». В деревне зарегистрировано КФХ «Колос». Ранее в Никольском функционировала молочно-товарная ферма.
Социальные услуги
Деревня Никольское обслуживается больницей села Трубетчино. Торговля осуществляется автолавкой 2 раза в неделю. В селении работает 1 почтальон. Ранее в деревне действовал клуб. Сейчас здание клуба (площадью 110 кв. м) не используется.

## Известные уроженцы
По некоторым сведениям, в деревне Никольское родилась Герой Социалистического Труда Наталия Петровна Ащева.